# Nybränntjärnen, Lappland
Nybränntjärnen är en sjö i Vilhelmina kommun i Lappland och ingår i Gideälvens huvudavrinningsområde.